# Лумако
Лумако (исп. Lumaco) — посёлок в Чили. Административный центр одноимённой коммуны. Население — 1634 человека (2002). Посёлок и коммуна входит в состав провинции Мальеко и области Араукания.
Территория коммуны — 1119,00 км². Численность населения — 10 857 жителей (2007). Плотность населения — 9,7 чел./км².

## Расположение
Посёлок расположен в 69 км на северо-запад от административного центра области города Темуко и в 44 км на юго-запад от административного центра провинции города Анголь.
Коммуна граничит:
- на севере — с коммунами Пурен, Лос-Саусес
- на востоке — с коммуной Трайгуен
- на юго-востоке — с коммуной Гальварино
- на юге — с коммунами Чольчоль, Карауэ
- на западе — с коммуной Тируа
- на северо-западе — с коммуной Контульмо

## Демография
Согласно сведениям, собранным в ходе переписи Национальным институтом статистики, население коммуны составляет 10 857 человек, из которых 5793 мужчины и 5064 женщины.
Население коммуны составляет 1,16 % от общей численности населения области Араукания. 63,76 % относится к сельскому населению и 36,24 % — городское население.

### Важнейшие населённые пункты коммуны
- Лумако (посёлок) — 1634 жителя
- Капитан-Пастене (посёлок) — 2498 жителей